# 9111 Matarazzo
A 9111 Matarazzo (ideiglenes jelöléssel 1997 BD2) a Naprendszer kisbolygóövében található aszteroida. Piero Sicoli  és Francesco Manca fedezte fel 1997. január 28-án.